# Acanthocarpus (Plantae)
Acanthocarpus, maleni biljni rod iz porodice šparogovki kojemu pripada 7 priznatih vrsta. Sve vrste su endemi iz Zapadne Australije.

## Vrste
1. Acanthocarpus canaliculatus A.S.George
2. Acanthocarpus humilis A.S.George
3. Acanthocarpus parviflorus A.S.George
4. Acanthocarpus preissii Lehm.
5. Acanthocarpus robustus A.S.George
6. Acanthocarpus rupestris A.S.George
7. Acanthocarpus verticillatus A.S.George